# ایوتا برتوشوا
ایوتا برتوشوا (چکی: Iveta Bartošová؛ ۸ آوریل ۱۹۶۶ – ۲۹ آوریل ۲۰۱۴) بازیگر، خواننده و ستاره اهل جمهوری چک بود. وی بین سال‌های ۱۹۸۲ تا ۲۰۱۴ میلادی فعالیت می‌کرد.